# Федореева, Надежда Георгиевна
Надежда Георгиевна Федореева (1922 — неизвестно) — заведующая фельдшерско-акушерским пунктом Пограничный район Приморского края, Герой Социалистического Труда (1969).

## Биография
Родилась в 1922 году в городе Алапаевск Екатеринбургской губернии (ныне — Свердловской области). Русская.
После окончания 8 классов школы, поступила в фельдшерско-акушерскую школу в городе Ирбит Свердловской области, которую окончила в 1941 году.
В 1941—1944 годах — заведующая Бобровским фельдшерским пунктом в Алапаевском районе Свердловской области.
С 1944 (по другим источникам — 1943) года — в Красной Армии. Участница Великой Отечественной войны. Служила в сапёрном батальоне на Втором Белорусском фронте, младший лейтенант медицинской службы. Демобилизована в 1945 году.
В 1946 году переехала в Гродековский район Приморского края, где была направлена фельдшером в одно из самых отдаленных сел района — Барабаш-Левада, а также обслуживала ещё два населенных пункта: село Решетниково и комендатуру Гродековского погранотряда.
Проработав 3 года в Барабаш-Леваде, переехала в село Нестеровка Гродековского (с 1958 года — Пограничного) района, где была назначена заведующей фельдшерско-акушерским пунктом.
Избиралась депутатом Приморского краевого Совета, трижды — депутатом Пограничного районного Совета, а также в течение многих лет — заместителем председателя исполкома Нестеровского сельсовета.
Её именем названа одна из улиц села Нестеровка Пограничного района Приморского края.

## Награды
- Герой Социалистического Труда (1969) — за большие заслуги в области охраны здоровья советского народа
- Орден Ленина (1969)
- Орден Отечественной войны 2-й степени (1985)
- Знак «Отличник здравоохранения»